# Submersió riemanniana
En geometria diferencial, una branca de les matemàtiques, una submersió riemanniana és una submersió d'una varietat riemanniana a una altra que respecta la mètrica, en el sentit que és una projecció ortogonal en espais tangencials.

## Definició formal
Siguin (M, g) i (N, h) dues varietats riemannianes i {\displaystyle f:M\to N} una submersió (surjectiva), és a dir una varietat fibrada. La distribució horitzontal {\displaystyle K:=\mathrm {ker} (df)^{\perp }} és un subfibrat del fibrat tangent de {\displaystyle TM} que depèn tant de la projecció {\displaystyle f} com de la mètrica {\displaystyle g}.
Llavors, f rep el nom de submersió riemanniana si i només si, per tot {\displaystyle x\in M}, l'isomorfisme d'espais vectorials {\displaystyle (df)_{x}:K_{x}\rightarrow T_{f(x)}N} és isomètrica, és a dir preserva longituds.

## Exemples
Un exemple de submersió riemanniana sorgeix quan un grup de Lie {\displaystyle G} actua isomètricament, lliurement im pròpia en una varietat riemanniana {\displaystyle (M,g)}.
La projecció {\displaystyle \pi :M\rightarrow N} a l'espai quocient {\displaystyle N=M/G} equipat amb una mètrica quocient és una submersió riemanniana.
Per exemple, la multiplicació component per component en {\displaystyle S^{3}\subset \mathbb {C} ^{2}} pel grup de nombres complexes unitaris dona lloc a la fibració de Hopf.

## Propietats
Es pot calcular la curvatura seccional de l'espai objectiu d'una submersió riemanniana a partir de la curvatura de l'espai total mitjançant la fórmula d'O'Neill, que duu el nom de Barrett O'Neill:
{\displaystyle K_{N}(X,Y)=K_{M}({\tilde {X}},{\tilde {Y}})+{\tfrac {3}{4}}|[{\tilde {X}},{\tilde {Y}}]^{V}|^{2}}
on {\displaystyle X,Y} son camps vectorials ortonormals en {\displaystyle N}, {\displaystyle {\tilde {X}},{\tilde {Y}}} les seves projeccions horitzontals a {\displaystyle M}, {\displaystyle [*,*]} és el corxet Lie de camps vectorials i {\displaystyle Z^{V}} és la projecció del camp vectorial {\displaystyle Z} a la distribució vertical.
En particular la fita inferior per la curvatura seccional de {\displaystyle N} és almenys tan gran com la fita inferior de la curvatura seccional de {\displaystyle M}.